# Leon Cosmovici
Leon Cosmovici (1857-1821) fue un profesor y biólogo rumano.

## Biografía
Nació en 1857. Tras completar sus estudios científicos en el extranjero, en 1883 fue nombrado profesor de zoología y fisiología analítica en la facultad de ciencias de la Universidad de Iași. Publicó Elemente de geologie (1883), Noţiuni de botanică (1887), Noţiuni de mineralogie (1887) Introducere în sciințele naturale (1887), Elemente de morphologie (1893) y Studii morphologice, taxionomice, psycologice (1894). Padre de Alex. Cosmovici, falleció en 1921.